# 細倉真弓
細倉 真弓（ほそくら まゆみ、1979年 - ）は、日本の写真家。

## 人物
高校生の頃、HIROMIXなどのガーリーフォト・ムーヴメントをきっかけに写真を始める。ジャック・ピアソン、ヴォルフガング・ティルマンスの作品に特に影響を受ける。
日本語ラップのファンである。ヌードやネオンの写真が特徴。

## 作品
- 初期の代表作「KAZAN」（2009-11年）では、東京郊外を中心に撮影した自然の姿とヌードの若者を撮影し組み合わせることで、東京という都市を繊細で力強い感受性で描き出し、独特なエロスと美しさをそなえた新しい東京の写真表現として国内外から注目を集める。

- 磯部涼のルポタージュ「ルポ 川崎」では写真撮影を担当。

「細倉は、日本人や韓国人、フィリピン人の少女たちが揃ってチマチョゴリ姿でパレードを行う、多文化主義の理想を体現したような祭に参加出来る日もあれば、土砂降りの中、区外からやってきたレイシストたちと、地元のアンティファたちがぶつかり合うフューリー・ロードに並走させられる日もある。しかし、そういった、インパクトの強い現場に立ち会っているのにもかかわらず、彼女の写真は、スラムで生きる人々の生命力を強調するわけでもなければ、彼らの暮らしにまとわりつく死の匂いを強調するわけでもない。黒みがかった青が印象的なプリントの中では、生と死が溶け合い、ある種の霊的な時間が流れる。――「結晶化した世界――細倉真弓『CYALIUM』に寄せて」(磯部涼)　

## 経歴
- 京都府生まれ。立命館大学文学部、及び日本大学芸術学部写真学科卒業。
- 2004年、第23回ひとつぼ展  入選。
- 2005年、第24回ひとつぼ展  入選。
- 2011年、Foam Magazine Talent 2011（Foam Amsterdam、アムステルダム）選出。
- 2016年、第42回木村伊兵衛写真賞ノミネート。

## 展覧会

### 個展
- KAZAN（G/P gallery、東京、2011）
- KAZAN（Spiral hall、東京、2012)
- Transparency is the new mystery （Kuandu museum of fine arts、台北、2012）
- Floaters (G/P gallery、東京、2013）
- CRYSTAL LOVE STARLIGHT（G/P gallery、東京、2014）
- Transparency is the new mystery（POST、東京、2014）
- CYALIUM（G/P gallery、東京、2016）
- JUBILEE（nomad nomad studio、香港、2017）

### グループ展
- The EXPOSED #2（CASO、大阪/Punctum、東京、2007）
- Secret phantom（magic room、東京、2007）[3]
- Tokyo portfolio review（Tokyo Wonder site Hongo、東京、2009）
- The EXPOSED #4（CASO、大阪、2009）
- The EXPOSED #3.5（ART ZONE、京都、2009）
- Yokohama photo festival（Yokohama Akarenga souko、横浜、2010）
- NEW / ANOTHER FASHION PHOTOGRAPHY（Tokyo wonder site Hongo、東京、2010）
- The EXPOSED #5（CASO、大阪、2010）
- untitled / image（Cultivate、東京、2011）
- THE PHOTO / BOOKS HUB TOKYO（Omotesando hills、東京、2011）
- Mizu no Oto – Sound of Water（FOTOGRAFIA、Festival Internazionale di Roma、ローマ、2011）
- Space Cadet actual exhibition #1（Turner gallery、東京、2012）
- oodee presents POV FEMALE TOKYO（CALM & PUNK GALLERY、東京、2012）
- Natures（Gallery LWS、パリ、2012）
- Space Cadet actual exhibition #2（Turner gallery、東京、2013）
- Reflected-works from the Foam collection（Foam Amsterdam、アムステルダム、2014）
- G/P Collection Ⅱ（G/P＋g３ Gallery、東京、2014）
- Jimei × Arles International Photo Festival（Xiamen Horticulture Expo Garden、廈門市、2015）
- Tokyo International Photography Festival（Art Factory Jonanjima、東京、2015）
- Jimei × Arles International Photo Festival（廈門市、2016）
- MACK chez colette（colette、パリ、2016）
- Shikijo: eroticism in Japanese photography（Blind spot gallery、香港、2016）
- Close to the Edge: New photography from Japan（Miyako Yoshinage、ニューヨーク、2016）
- MACK CONCEPT TOKYO（IMA gallery、東京、2016）

### アートフェア
- UNSEEN PHOTO FAIR AMSTERDAM（アムステルダム、2012）
- Paris Photo（パリ、2013）
- UNSEEN PHOTO FAIR AMSTERDAM（アムステルダム、2013）
- Paris Photo,（パリ、2014）
- UNSEEN PHOTO FAIR AMSTERDAM（アムステルダム、2014）
- UNSEEN PHOTO FAIR AMSTERDAM（アムステルダム、2015）
- UNSEEN PHOTO FAIR AMSTERDAM（アムステルダム、2016)

## 写真集
- 「Transparency is the new mystery」(self published、2012)
- 「unknown signals」(oodee、2012)
- 「KAZAN」(art beat publishers、2012)
- 「floaters」(waterfall、2014)
- 「Crystal Love Starlight」(TYCOON BOOKS、2014)
- 「Transparency is the new mystery」(MACK、2016)

## 書籍
- Talent Issue 2011（Foam Magazine #28）
- 「ルポ 川崎(かわさき)」 磯部涼（サイゾー、2017）- 撮影

## 映像作品
- D.A.N. 「Shadows」- 撮影